# پل آب‌نما

پل دو گار، فرانسه، یک آب‌نمای روم باستان که حدود سال‌های ۴۰ تا ۶۰ میلادی ساخته شده است. این مکان یکی از جاذبه‌های برتر گردشگری فرانسه و یک میراث جهانی است.

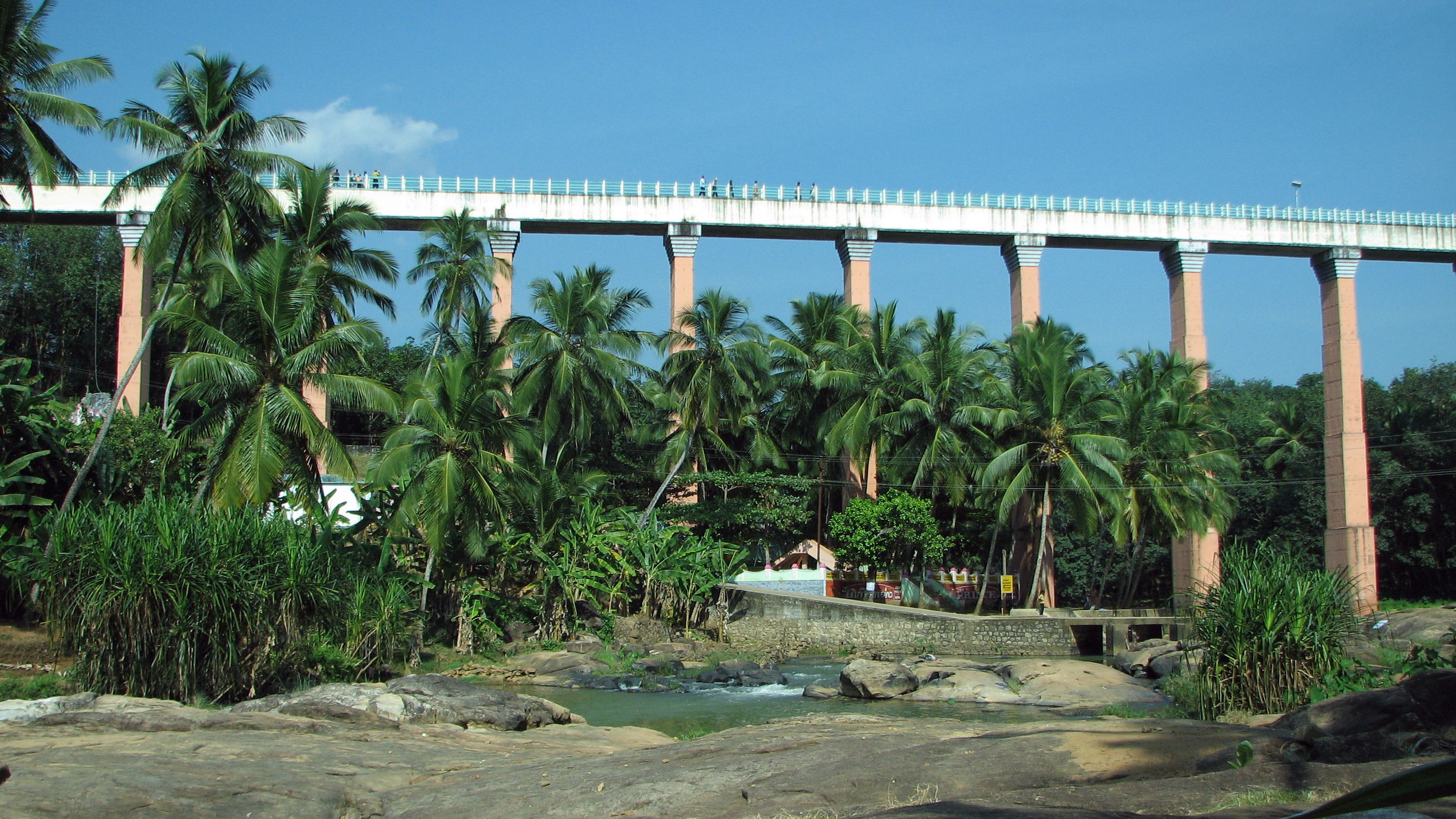
آب‌نمای ماتور در هند، ساخته‌شده در سال ۱۹۶۶

آب‌نماها پل‌هایی هستند که برای انتقال آبراهه‌ها از روی شکاف‌هایی مانند دره‌ها یا پرتگاه‌ها ساخته می‌شوند. اصطلاح آب‌نما ممکن است به کل سامانه آبرسانی و همچنین خود پل اشاره داشته باشد. آب‌نماهای بزرگ و قابل کشتیرانی برای جابه‌جایی قایق‌ها یا کشتی‌ها به کار می‌روند. آب‌نماها باید شکاف را در همان ارتفاع آبراهه‌های دو طرف خود طی کنند.

## پل‌های باستانی برای آب

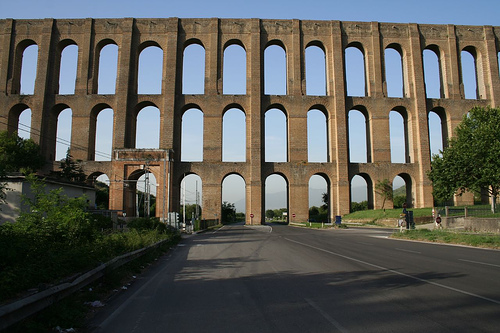
آب‌نمای ونویتللی، ایتالیا، ساخته‌شده توسط لوییجی ونویتللی. این مکان یک میراث جهانی است.

اگرچه آب‌نماها در ارتباط با رومیان شناخته می‌شوند، اما احتمالاً اولین بار توسط مینوسیان در حدود ۲۰۰۰ پیش از میلاد استفاده شده‌اند. مینوسیان یک سامانه آبیاری بسیار پیشرفته برای زمان خود توسعه داده بودند که شامل چندین آب‌نما می‌شد.
در قرن هفتم پیش از میلاد، آشوریان یک آب‌نمای سنگ‌آهکی به طول ۸۰ کیلومتر ساختند که شامل بخشی به ارتفاع ۱۰ متر برای عبور از یک دره به عرض ۳۰۰ متر بود تا آب را به پایتخت خود، نینوا منتقل کنند.

### امپراتوری روم
پل‌ها یک ویژگی متمایز آب‌نمای رومی بودند که در سراسر امپراتوری روم، از آلمان تا آفریقا، و به‌ویژه در شهر رم ساخته شدند. این پل‌ها آب را به حمام‌های عمومی و برای آشامیدن تأمین می‌کردند. آب‌نماهای رومی یک استاندارد مهندسی ایجاد کردند که برای بیش از هزار سال بی‌رقیب باقی ماند.

## آب‌نماهای مدرن

### آب‌نماهای قابل کشتیرانی
آب‌نماهای قابل کشتیرانی، که با عنوان پل‌های آبی نیز شناخته می‌شوند، پل‌هایی پر از آب هستند که به کشتی‌ها در یک آبراه اجازه عبور از دره‌ها یا پرتگاه‌ها را می‌دهند. در طول انقلاب صنعتی قرن هجدهم، آب‌نماهای قابل کشتیرانی به‌عنوان بخشی از رونق ساخت کانال‌ها ساخته شدند. یک آب‌نمای چرخشی برجسته در کانال بریج‌واتر ساخته شده است که به کشتی‌ها اجازه عبور در ارتفاعات بالا و پایین را می‌دهد و در عین حال از هدررفت آب در طی عملیات جلوگیری می‌کند.

## نگارخانه

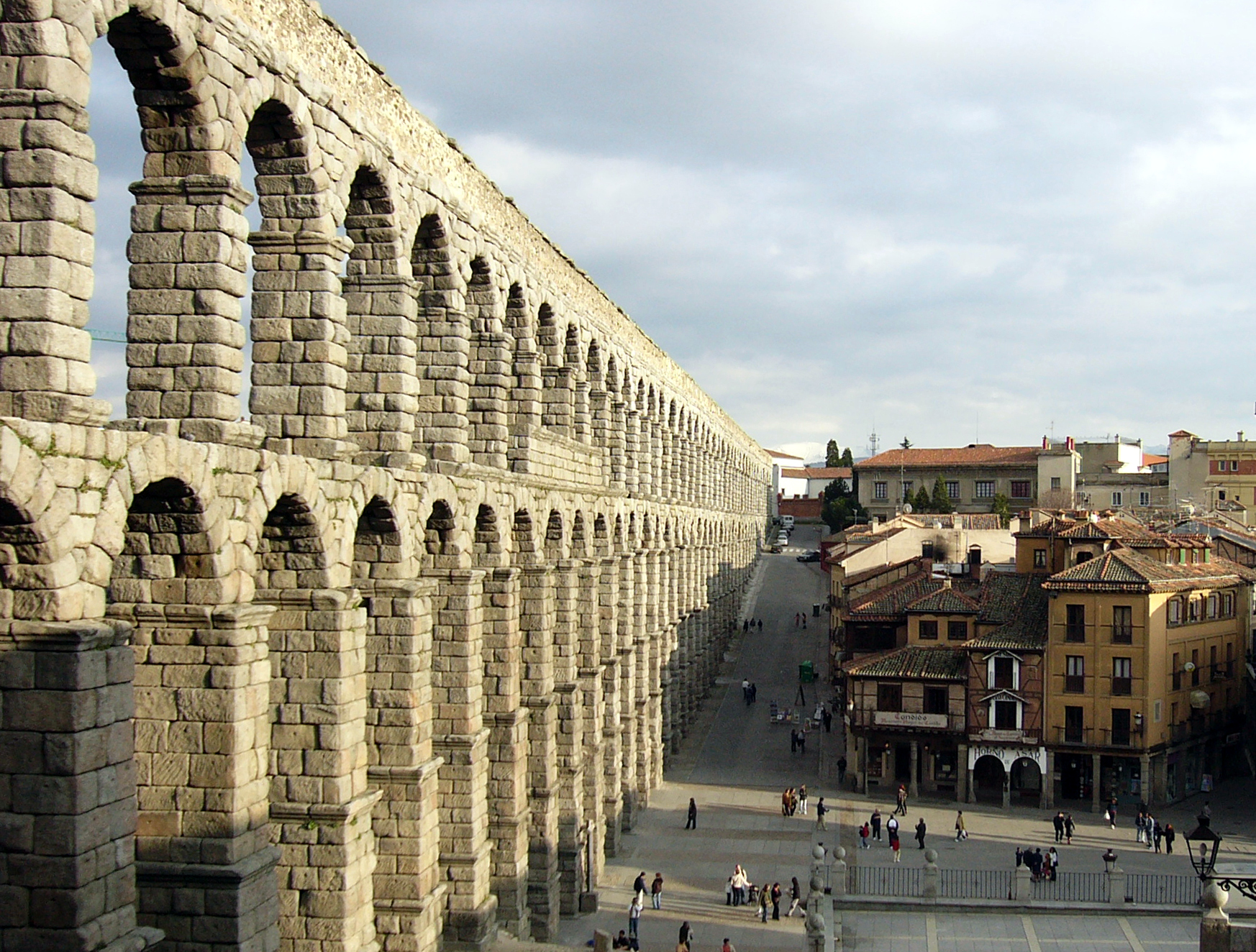
آب‌نمای سگوویا، اسپانیا
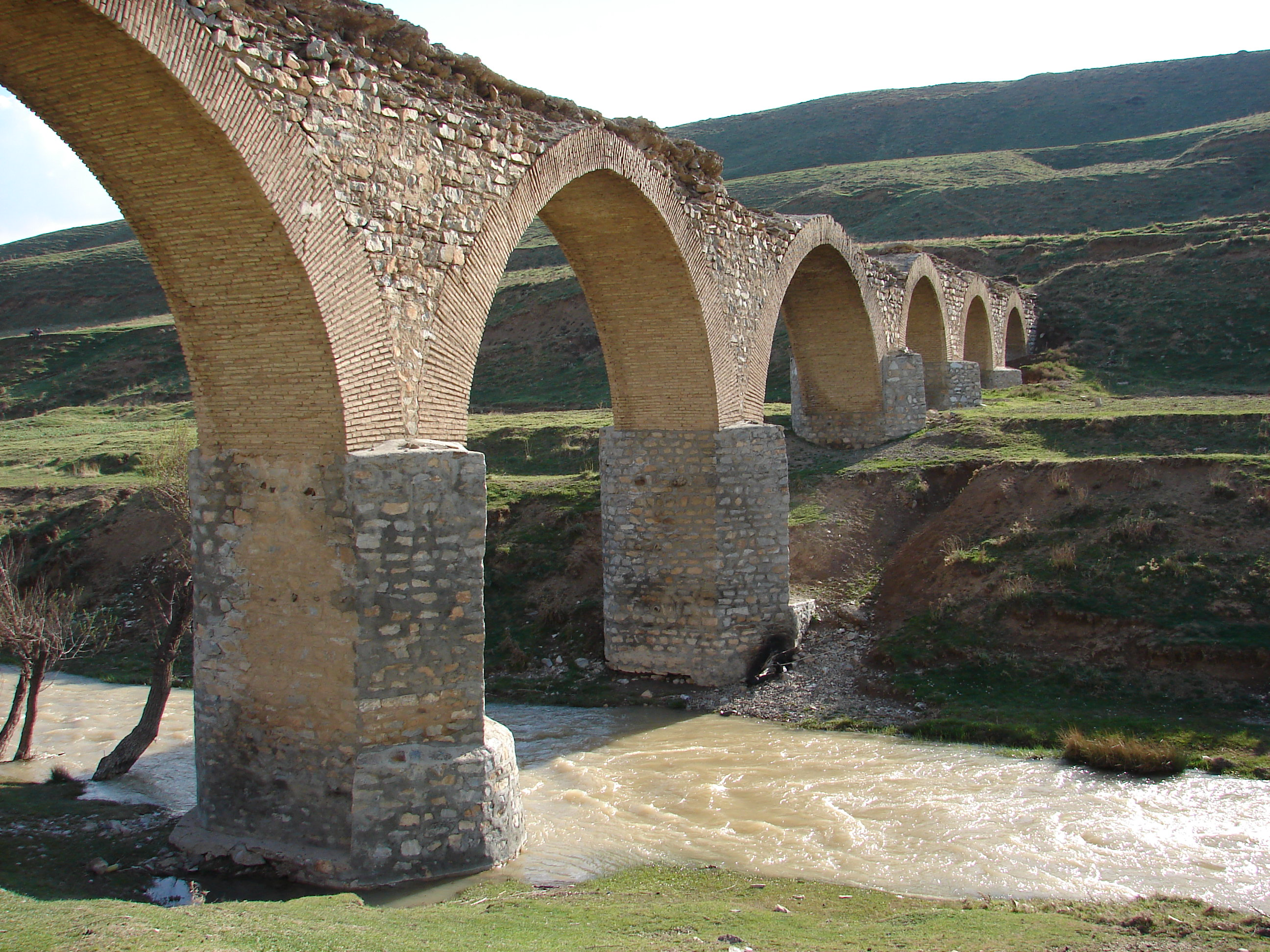
پل قلعه حاتم در بروجرد، ایران
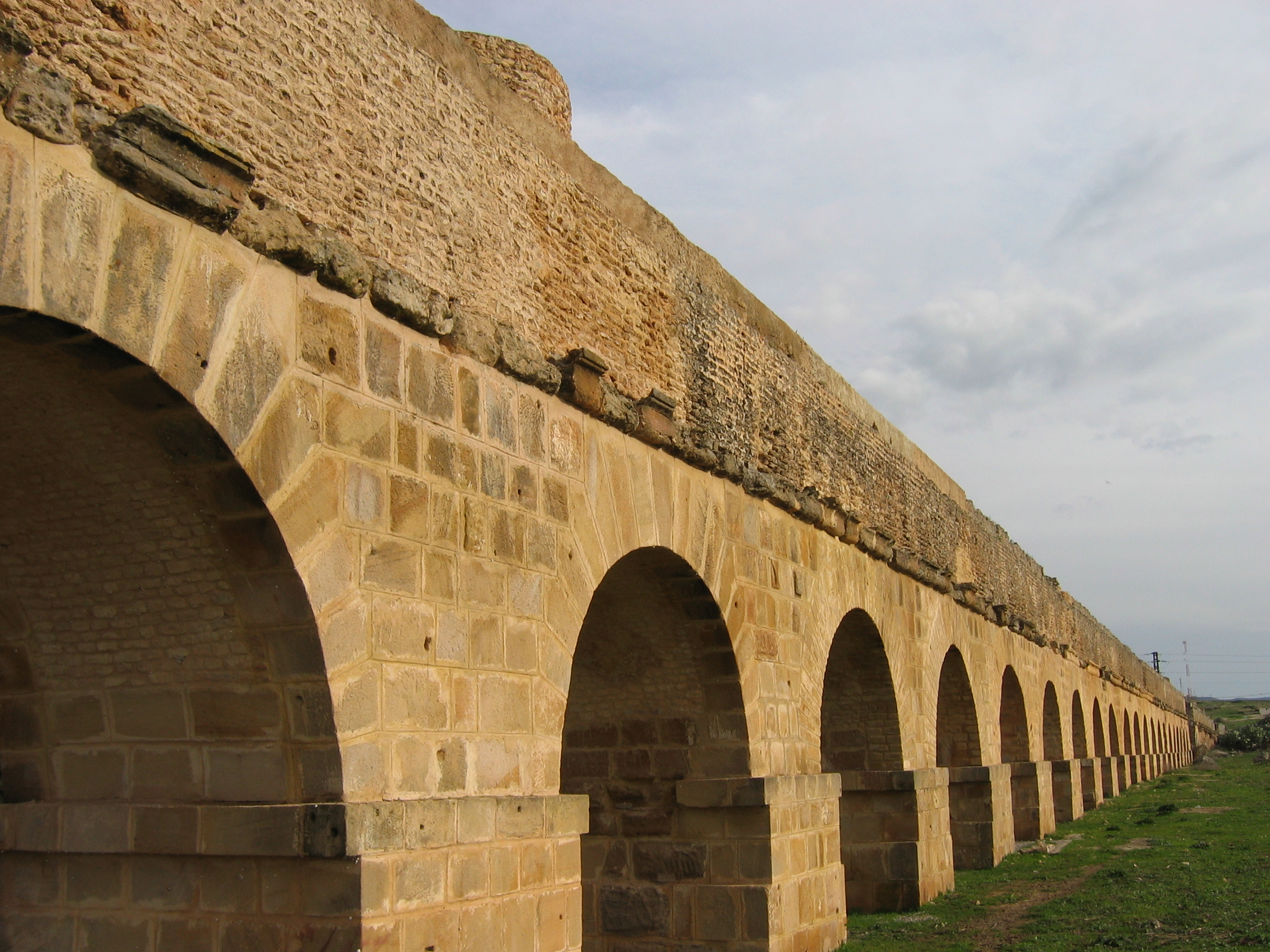
آب‌نمای رومی که آب کارتاژ، تونس را تأمین می‌کرد
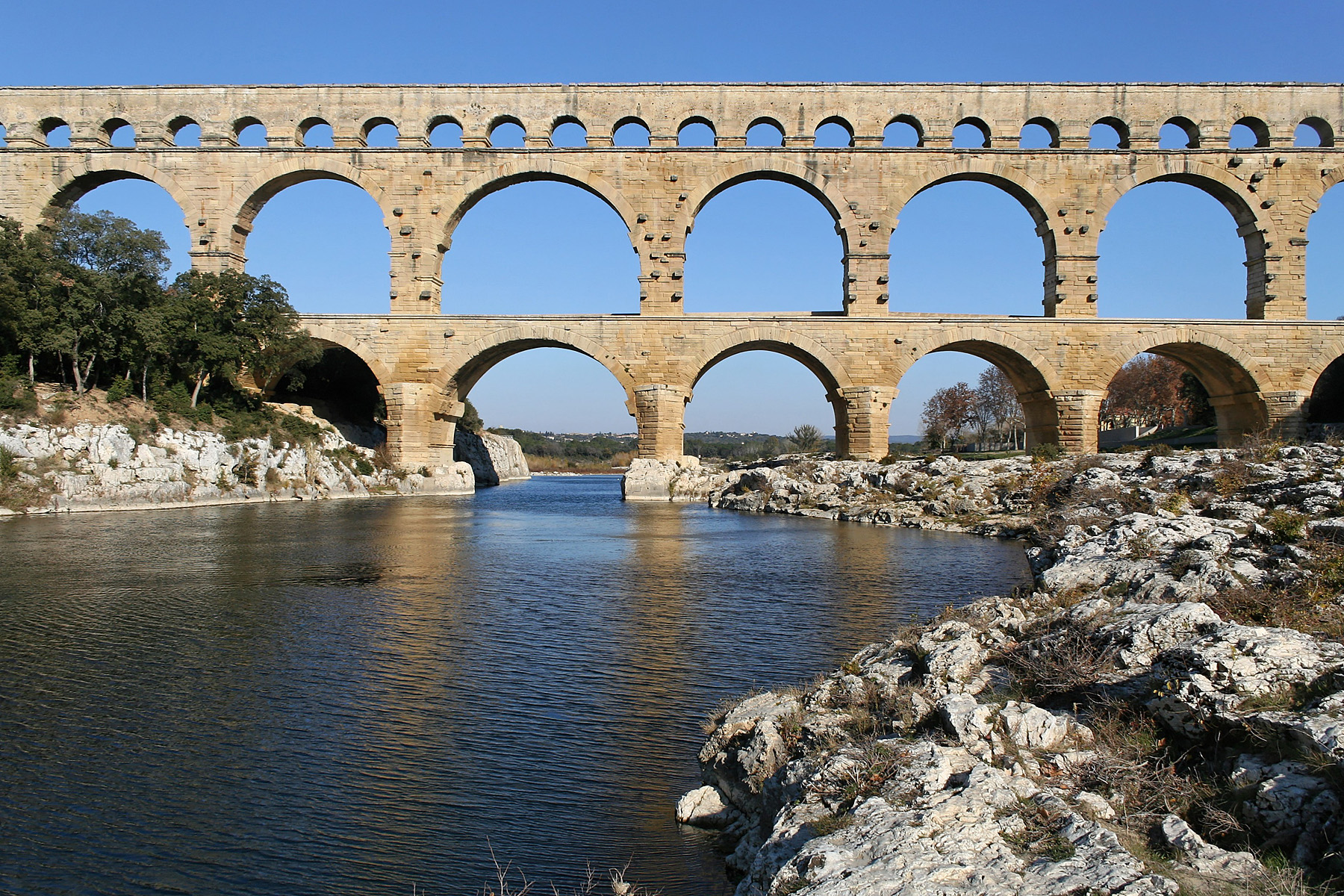
پل دو گار نزدیک شهر ورس-پل-دو-گار در جنوب فرانسه
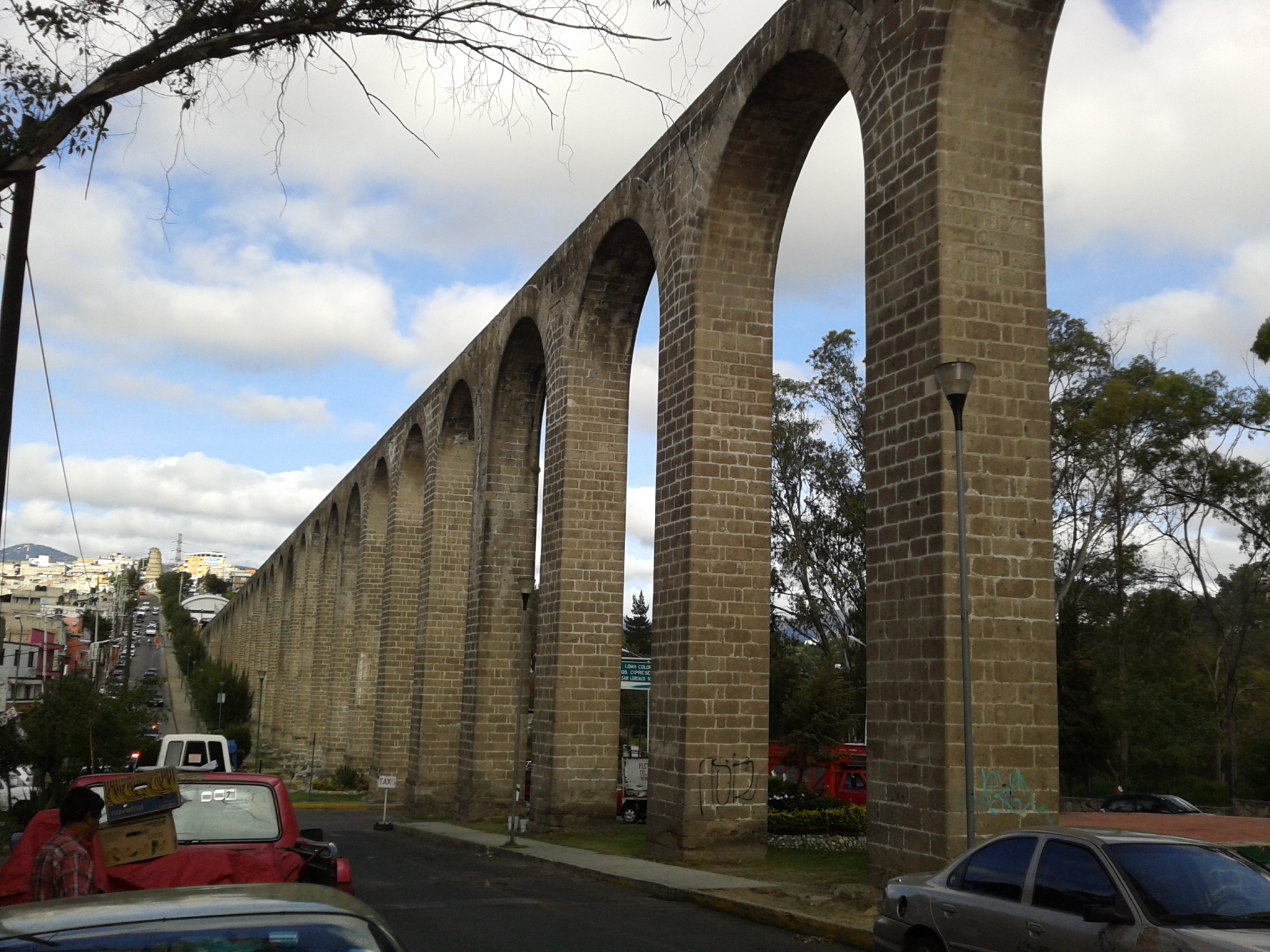
آب‌نمای دلوس رمیدیوس، مکزیک، آمریکا، که به دلیل سیلاب‌ها اصلاح شده است
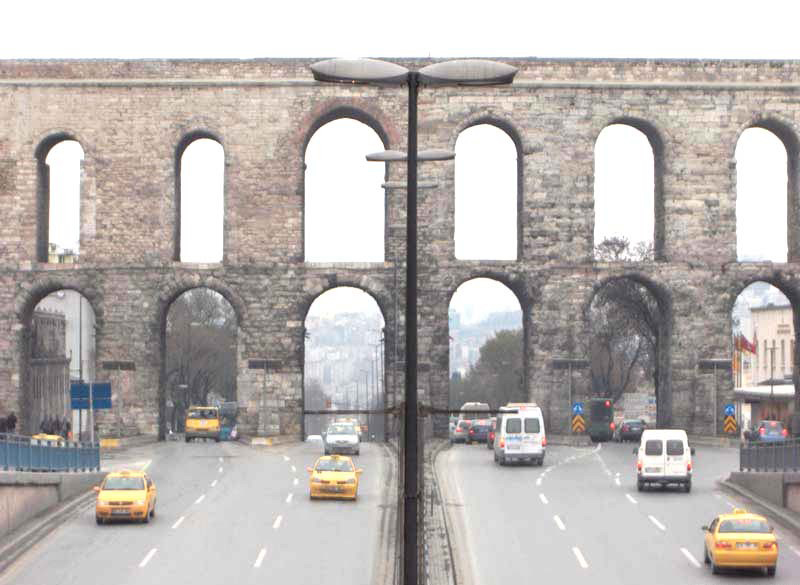
آب‌نمای والنس، استانبول، ترکیه
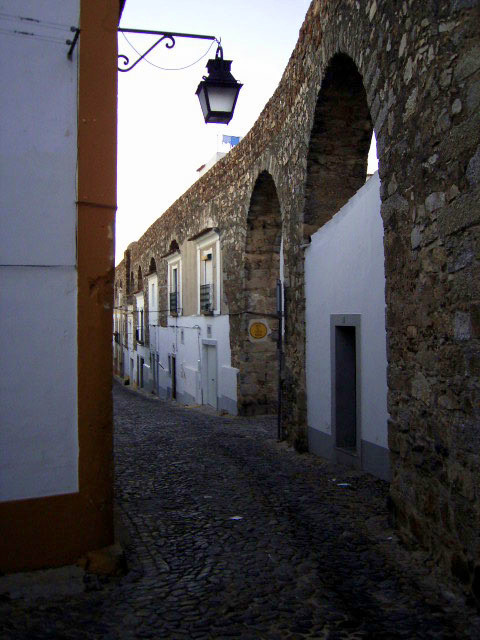
خانه‌های سنتی ساخته‌شده میان قوس‌های آب‌نمای آگوآ د پراتا در اوورا، پرتغال
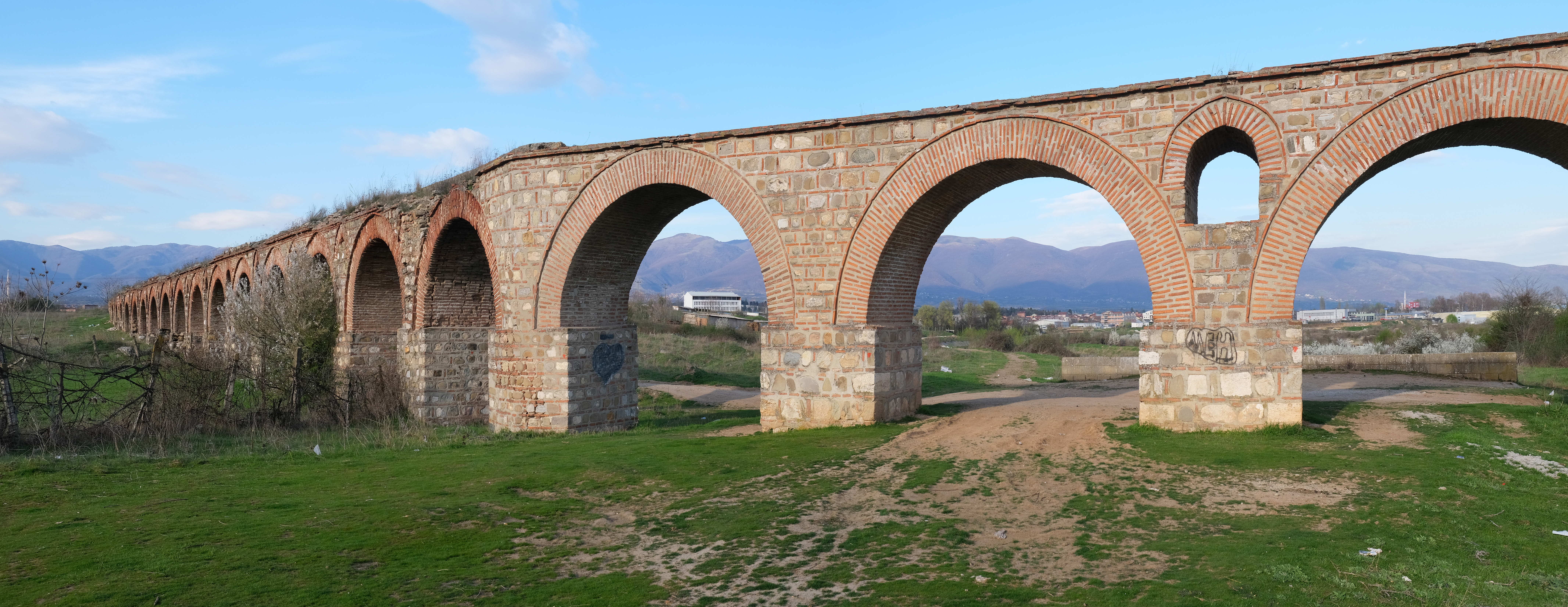
آب‌نمای اسکوپیه مربوط به دوران روم نزدیک اسکوپیه، مقدونیه شمالی
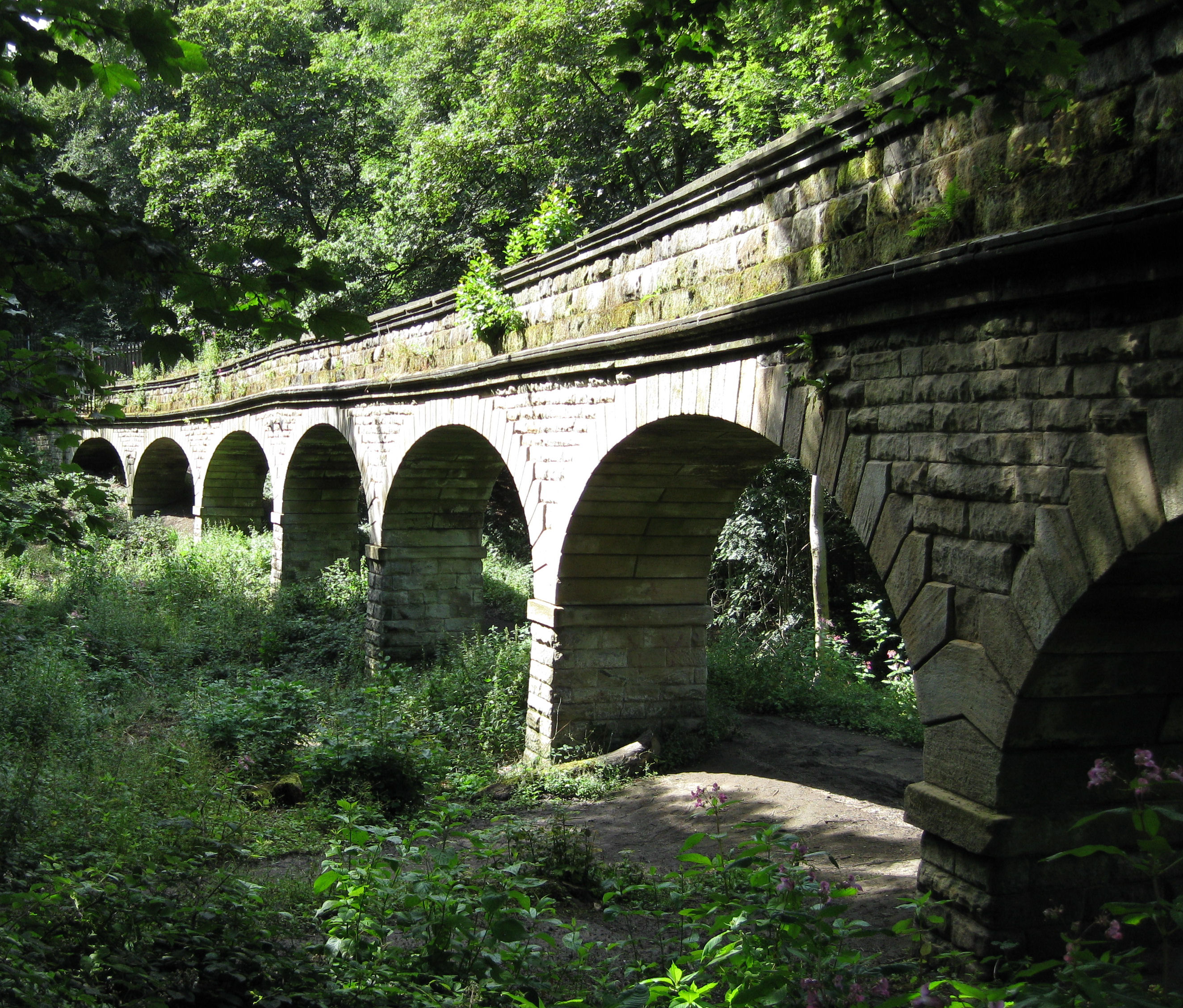
یک آب‌نمای کوچک بلااستفاده در لیدز، انگلستان
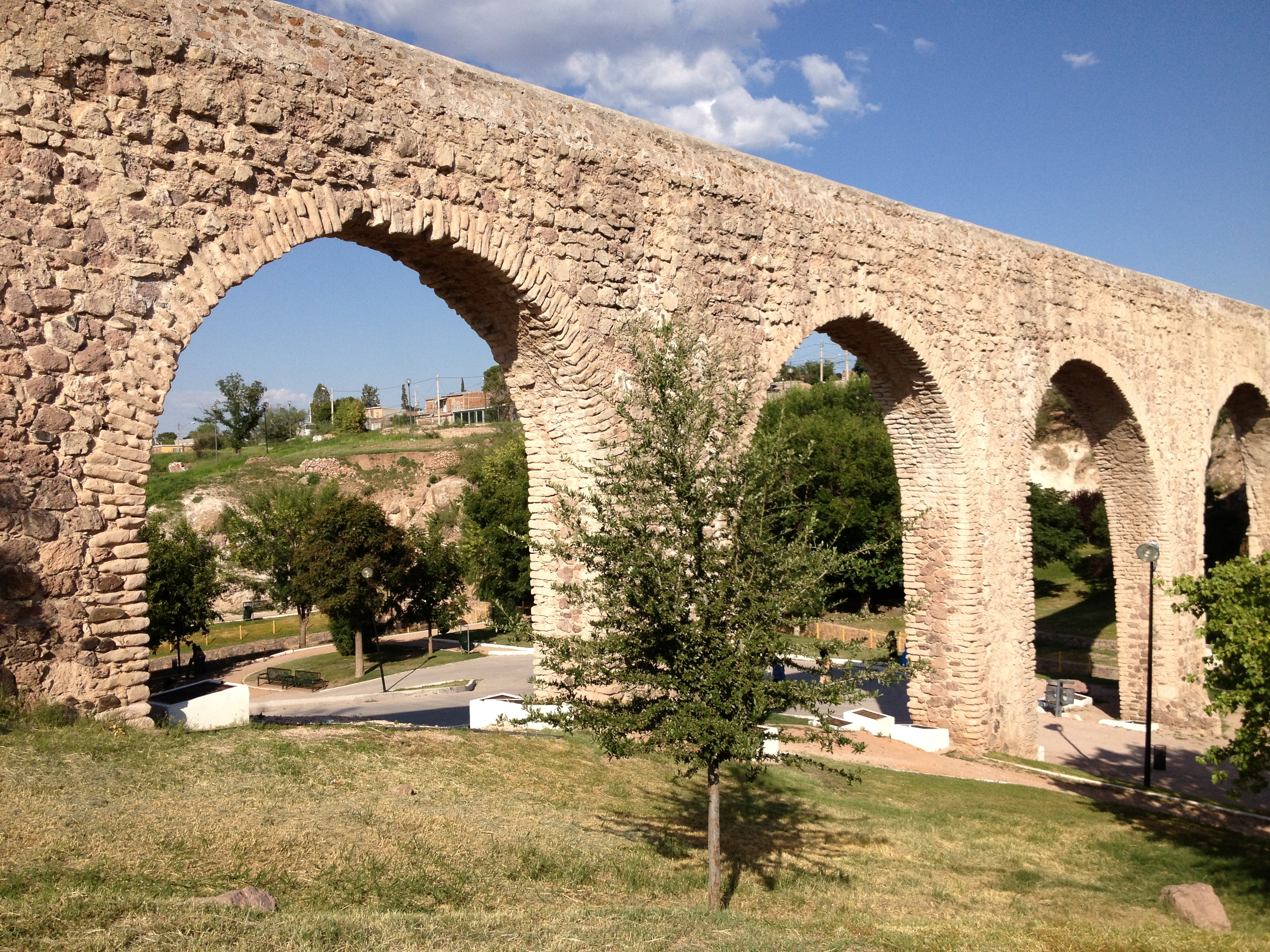
آب‌نمای چی‌واوا، مکزیک
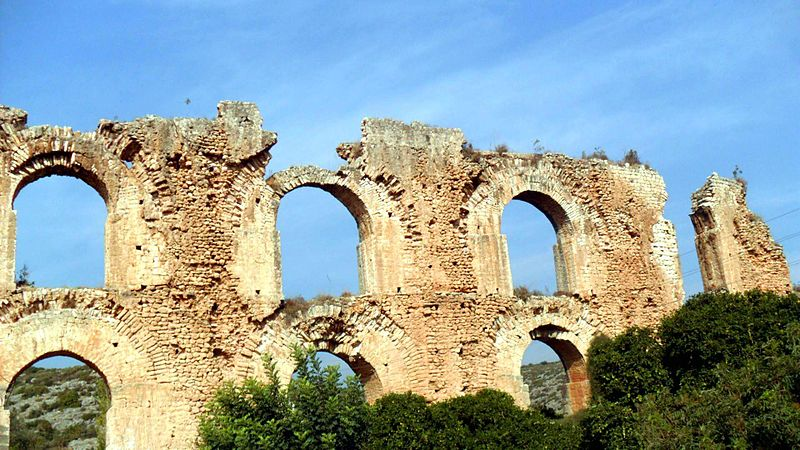
ویرانه‌های آب‌نمای لاماس، یک آب‌نمای رومی نزدیک مرسین، ترکیه
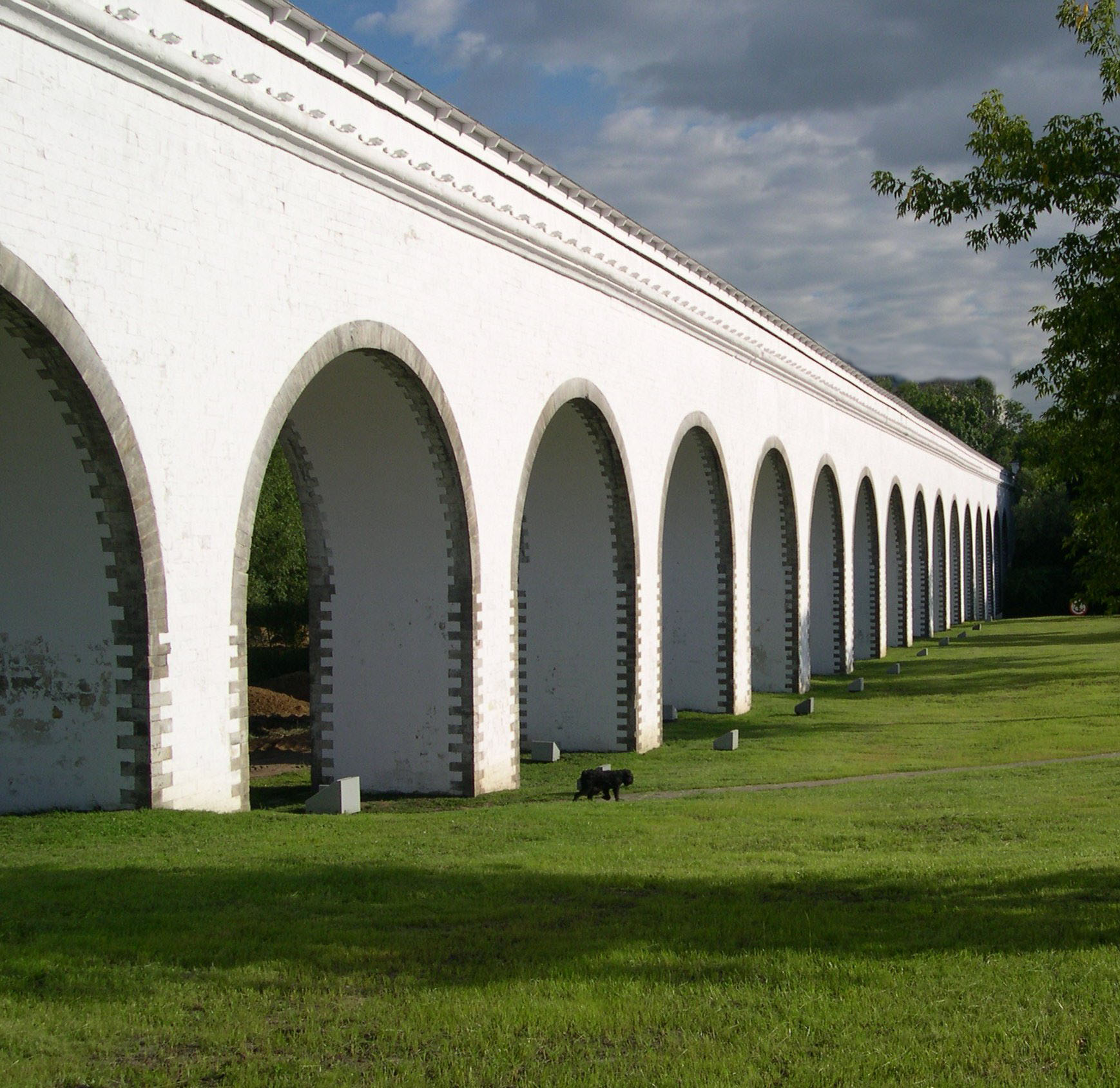
آب‌نمای رستوکنو در مسکو، روسیه
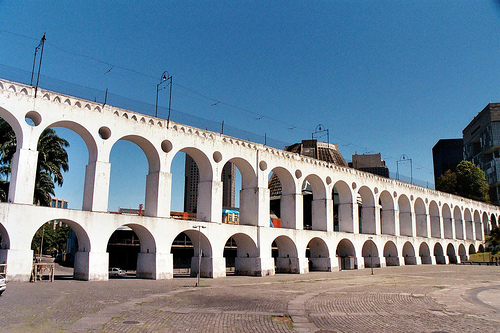
آب‌نمای کاریوکا در ریو دو ژانیرو، برزیل
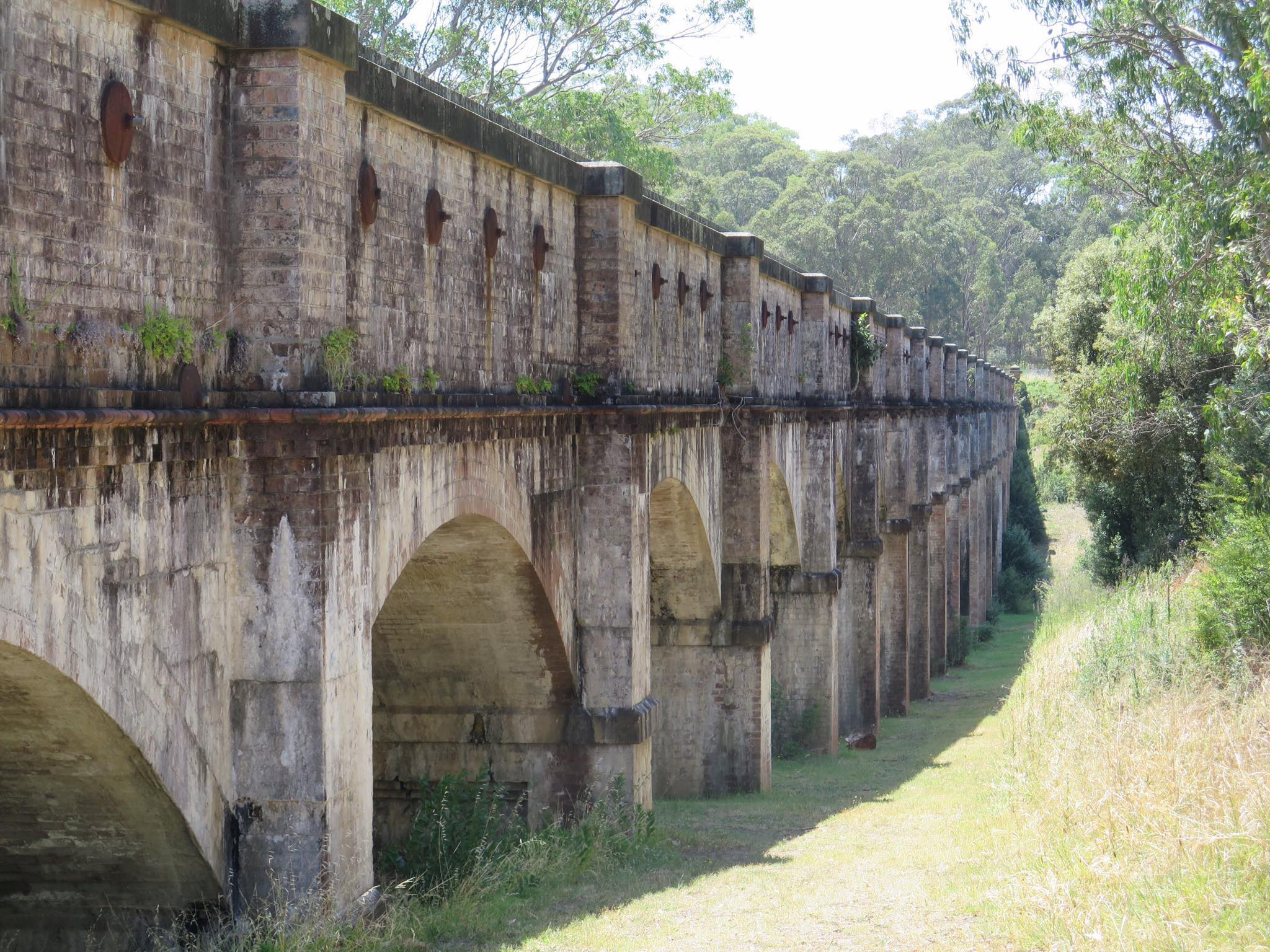
آب‌نمای قرن نوزدهمی در سیدنی، استرالیا